# Symfonie nr. 8 (Schuman)
William Schuman voltooide zijn Symfonie nr. 8 in 1962. Het is een buitenbeentje in het repertoire.

## Geschiedenis
Schuman kreeg opdracht van het New York Philharmonic in 1960. Het NYP zou de nieuwe concerthal Lincoln Center for Performing Arts openen in het seizoen 1961-1962. Schumans werk zou in dat seizoen gespeeld worden. Op 23 juni 1960 begon Schuman met het voorbereidende werk. Het permanente werk aan deze symfonie werd onderbroken omdat Schuman een compositieopdracht tussendoor kreeg van de Ford Foundation. A Song of Orpheus hield hem bezig van 28 september 1960 tot en met 4 juli 1961. Op 17 juli 1961 herstartte Schuman het werk aan zijn achtste om het werk 14 juni 1962 te voltooien (4 maanden na de première van Orpheus).
Ondertussen zat het NYP op de wip, het werk was al geprogrammeerd en er moesten programmaboekjes gedrukt worden etc. In mei 1962 schreef Edward Downes van het NYP aan Schuman of hij ook een inleiding/uitleg wilde schrijven bij het werk. De heer Downes kreeg 21 augustus 1962 keurig antwoord terug dat Schuman dat niet van plan was. Hij stoorde zich in toenemende mate aan de programmateksten die (toen) door componisten ingediend werden. Deze zouden vanwege de moeilijkheden (uitleg van compositietechnieken) te ingewikkeld zijn voor de gemiddelde luisteraar; alleen de kenners/theoretische zouden ze begrijpen. Bovendien zou het verwachtingen scheppen dan wel schaden. Een laatste punt van de componist was, dat een werk niet beoordeeld wordt op zijn programma maar op zijn muziek. Schuman liet echter Downes vrij om aan de hand van het manuscript van de achtste symfonie een inleiding te schrijven hetgeen Downes ook deed. Geheel consequent was de componist niet, want hij wilde wel (achteraf) zien wat Downes op papier had gezet.
Downes kreeg derhalve de taak om aan de hand van de partituur een inleiding te schrijven. Vooraf kondigde hij daarin aan dat het geen hoogdravende muziek was zoals Richard Wagner of Anton Bruckner schreven, aan de andere kant zouden fijngevoeligheden zoals van Claude Debussy of Igor Stravinski uitblijven. Downes zag in de partituur wel melodielijnen, maar echt melodieus zou die niet zijn. Hij zag gevoelige tegenover scherpklinkende akkoorden en unieke timbrekleuringen. De symfonie zou niet met een melodie openen, maar met een dissonant akkoord waarbij het majeur- en mineurakkoord met dezelfde basisnoot tegen elkaar gespeeld werden. Dat de muziek dynamisch zou worden was terug te zien in de eerste zes maten van de hoornsolo; er stonden daar acht dynamiekaanduidingen van pianississimo tot forte. Tevens was daar al een vroege maatwisseling te zien (van 4- naar 3-kwartsmaat en terug).

### Eerste uitvoering
Schuman was ten tijde van componeren voorzitter van het Lincoln Center en zag daar dus zijn achtste zelf in première gaan; de uitvoerenden waren Leonard Bernstein en het New York Philharmonic op 4 oktober 1962. Bernstein had overigens Schuman eerder geholpen met de voltooiing van zijn derde symfonie. De delen 2 en 3 bevatten bewerkingen van Schuman’s eigen vierde strijkkwartet. Het werk zat in het volgende programma, dat ook op 5, 6 en 7 oktober gespeeld zou worden:
1. Ludwig van Beethoven : The Consecration of the House, opus 124
2. Irving Fine : Adagio uit de Notturno voor strijkers en harp; een in memoriam aan de 23 augustus 1962 overleden componist
3. William Schuman: Symfonie nr. 8; de wereldpremière
4. pauze
5. Johannes Brahms : Symfonie nr. 4

## Muziek
De symfonie die gecomponeerd is voor een groot symfonieorkest bestaat uit drie delen:
1. Lento sostenuto – pressante vigoroso – lento
2. largo – tempo piu mosso – largo
3. presto – prestissimo

### Orkestratie
Het orkest is voor Schumans doen bijzonder groot:
- 4 dwarsfluiten waarvan 2 ook piccolo, 2 hobo’s waarvan 1 ook althobo, 2 klarinetten waarvan 1 ook basklarinet, 2 fagotten waarvan 1 ook contrafagot
- 6 hoorns, 4 trompetten, 4 trombones, 1 tuba
- pauken, percussie, 2 harpen, 1 piano
- violen, altviolen, celli, contrabassen

Schuman was in zijn leven als componist een twijfelaar. Een uitvloeisel daarvan was dat hij zijn tweede symfonie terugtrok, terwijl hij voor diezelfde symfonie een prijs had ontvangen. Opmerkingen van derden en eigen gevoel zorgden ervoor dat die symfonie nooit meer opgevoerd werd. Een van de redenen zou het begin van die symfonie zijn; een steeds maar herhaalde noot zorgde voor ophef. Met deze symfonie probeerde Schuman het opnieuw.
Het opvallendst daarbij is de vergrote kopersectie, die dan ook een belangrijke partij in het geheel moet verzorgen.
Daar ziet het bij deel (1) geheel niet naar uit. De symfonie begint met aan aantal herhaalde lang aangehouden akkoorden. Deze akkoorden klinken als een grote twijfel; ze zijn niet consonant, maar ook niet scherp dissonant, het hangt ertussenin. Die akkoorden worden neergezet door de strijkers, een solohoornist probeert aan deze dwang te ontsnappen, maar zijn klaagzang wordt uiteindelijk opgeslokt door de akkoorden. De tweede die het mag proberen, is de hoboïst. De hobo die toch al wat klagerigs over zich heeft, komt ook maar niet los uit de steeds opdringerig wordende akkoorden, waarbij nu ook de koperblazers zijn ingezet. Pas de derde poging door (opnieuw) een klaagzang, ditmaal door de strijkers lijkt meer succes te hebben. Uiteindelijk winnen de akkoorden het toch. Ondertussen is het zeer langzame tempo wat opgeschroefd en weer teruggenomen en vinden allerlei ritmeverschuivingen plaats. De opbouw van het werk doet sterk denken aan de orkestcomposities van Duke Ellington; de muziek lijkt zich af en toe te overschreeuwen.
Zonder enige pauze vloeit het werk over in deel 2, dat ook weer traag begint (maatslag 54); de melodielijnen worden langer en het ziet ernaar uit dat de brute symfonie uitgeraasd is. De dynamiek is echter zeer groot; pianissimo passages worden afgewisseld met fortissimo en dat zorgt voor een blijvende spanning. Een samenspel van trombones en tuba kreeg de aanduiding cantibele forte, zangerig en sterk. De verrassing van dit deel zit aan het eind; de akkoorden vanuit het begin zijn terug. Ze beginnen opnieuw zacht en twijfelachtig, mede doordat de aanzetters van die akkoorden ze voorzien van een voorslag net alsof ze eerst de verkeerde noot hebben gespeeld. Met een sterk crescendo sluit het deel haast wanhopig af.
Deel 3 steekt qua stemming schril af tegenover haar voorgangers. Het tempo is flink opgeschroefd tot maatslag 144. De muziek is daarbij speelser dan in de beide voorgaande delen tezamen. Er zijn kleine soli voor de diverse percussie-instrumenten, waarbij die voor de vibrafoon de klank oplicht; ook een samenspel van basklarinet en fagot boven een lage noot in de contrabas brengt speelse elementen in de symfonie. De muziek van de symfonie wordt echter steeds “dichter” en verandert langzaam naar de blokken van tonen uit het begin. De dynamiek zakt naar het eind toe even weg, om dan het werk af te sluiten in een unisono uitbarsting van het gehele orkest met ondersteuning van de gehele percussiegroep inclusief pauken; de sterkte is dan opgelopen tot fortississimo fff.

## Discografie
- Uitgave Columbia Records: Bernstein met het New York Philharmonic
- Uitgave Naxos: Seattle Symphony o.l.v. Gerard Schwarz in een opname van 21 oktober 2008 voor een serie gewijd aan deze componist

Symfonieën: Symfonie nr. 1 · 2 · 3 · 4 · 5 · 6 · 7 · 8 · 9 · 10

Werken: Variations on "America" · A Song of Orpheus · Circus Overture · Night Journey · Orchestra Song